# 이병호 (승려)
이병호(李炳浩, ? ~ 1940년 7월 10일)는 일제강점기의 승려이다.

## 생애
경상북도 문경의 대본산 김룡사 재적 승려였다. 1934년 8월 조선총독부로부터 김룡사 주지로 인가 받아 주지 자리에 올랐다.
3년의 첫 임기를 마치고 1937년 8월 주지 재임 인가를 받았는데, 이때는 중일 전쟁이 막 발발한 때였다. 그해 7월 7일 일본이 중국을 침략하여 중일 전쟁이 시작되자, 김룡사에서는 7월 25일과 8월 1일 2회에 걸쳐 국위선양 무운장구 기원 법요식이라는 행사를 거행해 일본군의 승리를 빌었다.
전쟁 지원을 위한 모금 활동에도 참여하여 1938년 4월 1일까지 김룡사 본·말사가 일제에 헌납한 금액은 국방헌금 580원, 위문금 250원으로 합계가 830원이었다. 이는 다른 사찰에서 헌납한 금액과 비교할 때 많은 편에 속하는 거액이다.
1939년 경북 5개 본산인 김룡사와 동화사, 은해사, 고운사, 기림사가 함께 결성한 경북불교협회의 회장으로 선출되었고, 이듬해 사망했다.

## 같이 보기
- 김룡사

## 참고자료
- 임혜봉 (2005년 3월 1일). 〈이병호 : 중일전쟁 시기 친일 행적을 남긴 김룡사 주지〉. 《친일 승려 108인》. 서울: 청년사. 228쪽쪽. ISBN 9788972783848.